# Lesbo
Lesbo (in greco Λέσβος?, pronuncia /ˈle̞svo̞s/) è un'isola greca situata nell'Egeo nordorientale, di fronte alle coste della penisola anatolica. Il centro principale è Mitilene.
È famosa per aver dato i natali, nel VII secolo a.C., ai poeti lirici Alceo e Saffo. Nei versi di Saffo si ritrova l'esaltazione della bellezza della femminilità e dell'eros tra donne, da cui il termine lesbismo.
Con una superficie di 1630 km² Lesbo è la terza maggiore isola greca per superficie e l'ottava del Mediterraneo. Caratterizzata da un cospicuo sviluppo costiero (320 km), ha una popolazione di 90 643 abitanti al censimento 2001, un terzo dei quali residenti nel capoluogo Mitilene.
Nell'antichità era molto apprezzata la sua produzione vinicola, che tuttora permane.
Dal punto di vista amministrativo è un comune e unità periferica costituita dall'unico comune omonimo nella periferia dell'Egeo Settentrionale.

## Storia

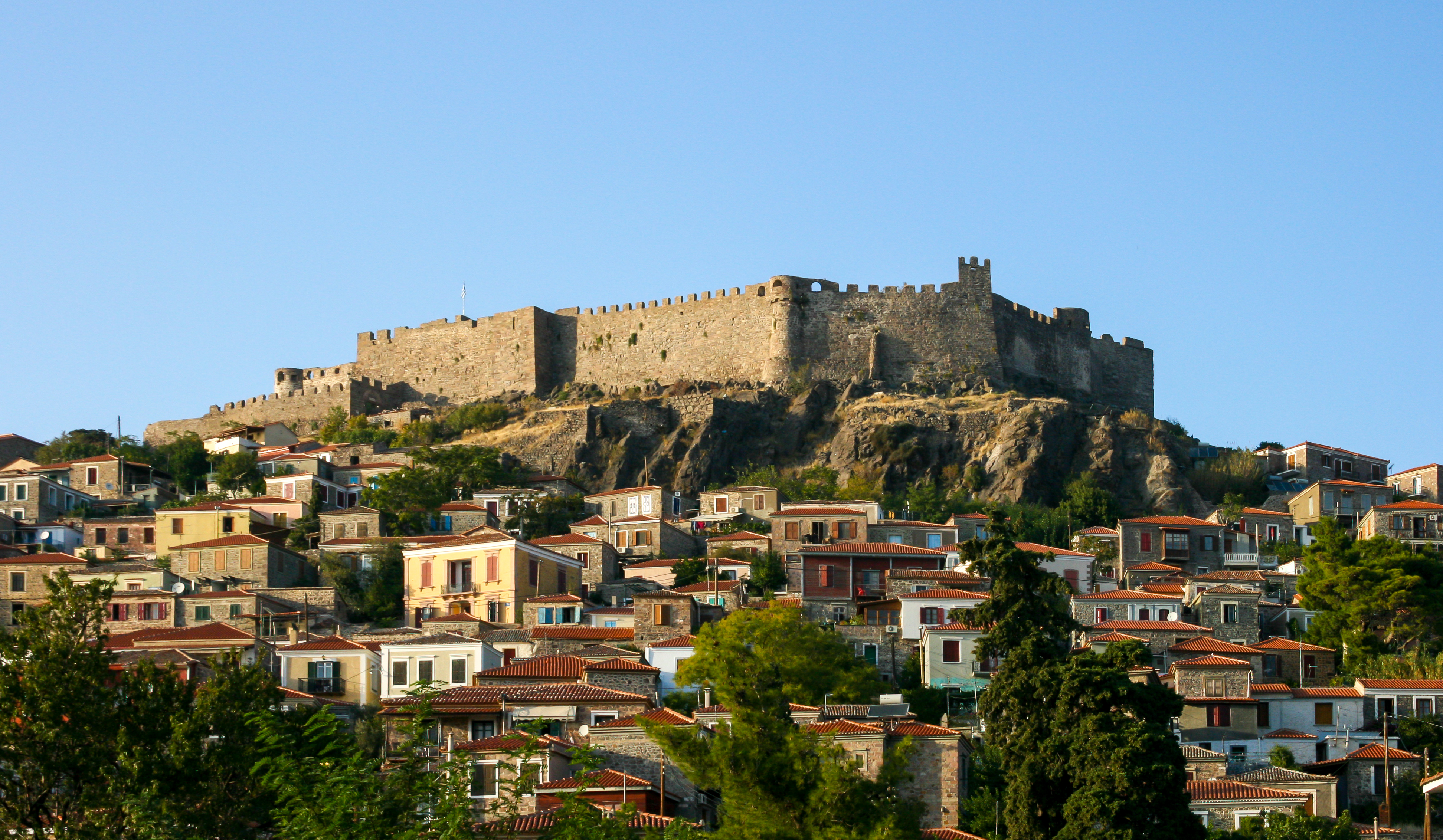
Metimna, Lesbo

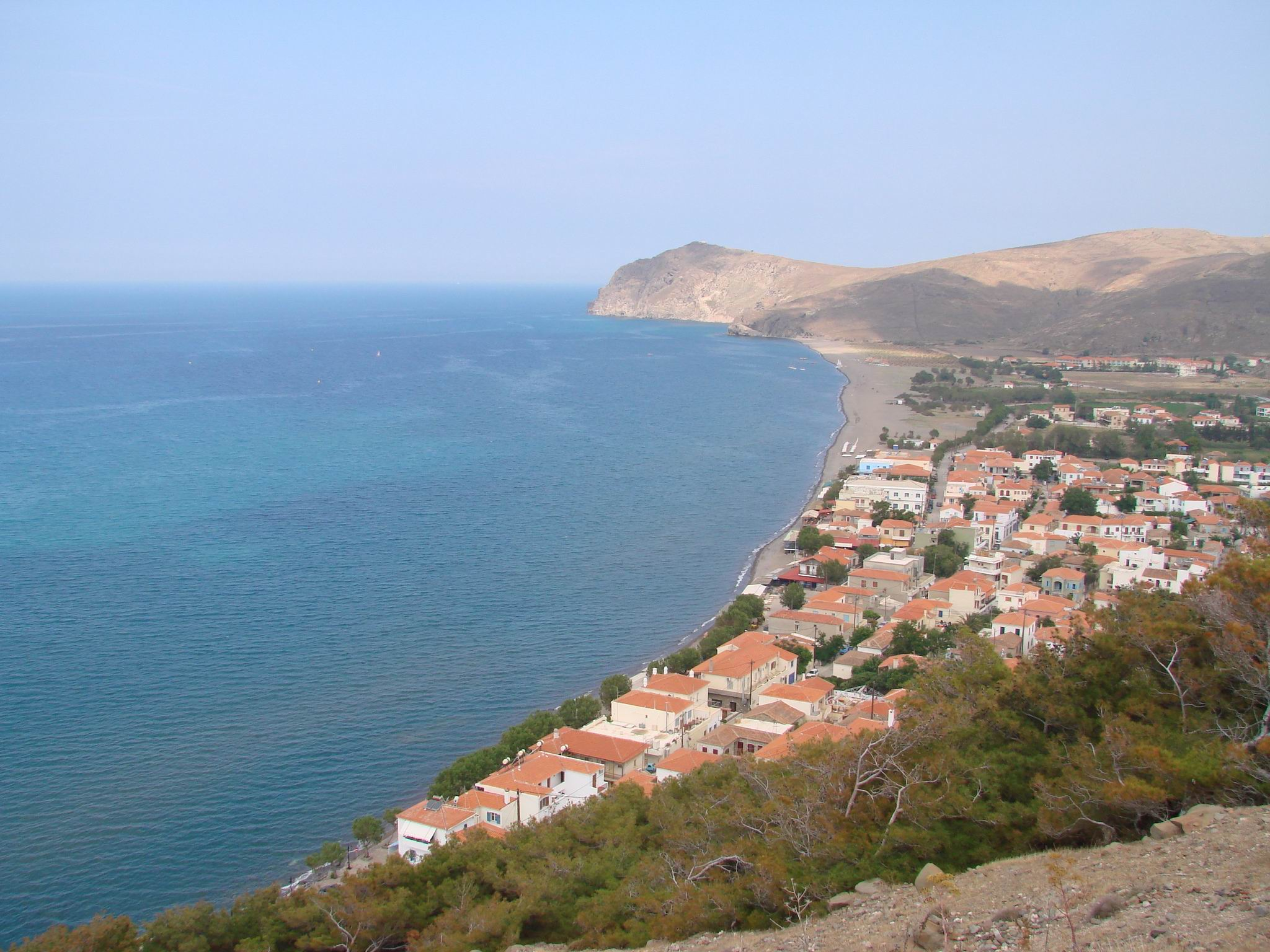
Ereso-Antissa

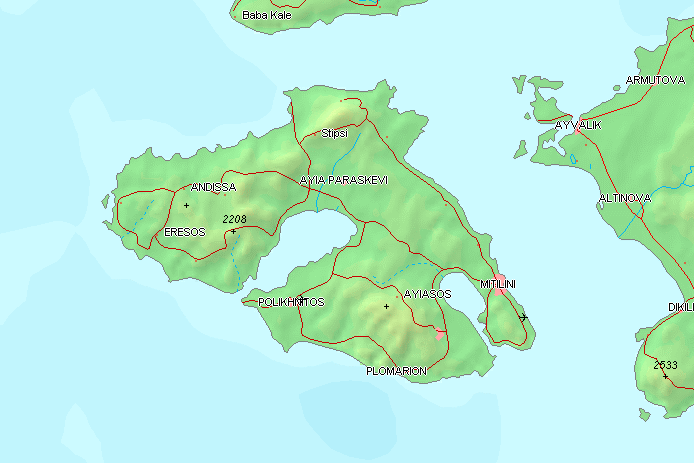
Mappa dell'isola di Lesbo

Lesbo era una colonia eolica, colonizzata nel II millennio a.C.; fu divisa in vari stati oligarchici (tra i sovrani-tiranni ricordiamo Melancro, Mirsilo e Pittaco). Lesbo fu famosa nell'antichità soprattutto per la sua intensa attività culturale; nel VII sec. a.C. diede i natali a due tra i maggiori esponenti della lirica greca arcaica: Alceo e Saffo. A quell'epoca i principali centri di creazione e propagazione della cultura erano circoli culturali, chiamati Eterìe (quelli frequentati dagli uomini) oppure Tìasi (quelli frequentati dalle donne), nei quali poeti e scrittori, tutti provenienti da famiglie facoltose, si riunivano per discutere riguardo temi comuni ed esprimere liberamente la loro vena creativa.
All'interno di questi circoli elitari, frequentati solo dai loro membri, si respirava un clima di forte armonia e di spiccato senso dell'indipendenza della figura del poeta e della sua superiorità su coloro che non esercitavano l'arte della letteratura. Tanto erano forti i legami che esistevano tra i membri (soprattutto nei tìasi, nei quali le ragazze venivano preparate a diventare future mogli), che era diffusa già nell'antichità la conoscenza (supportata dai versi di Anacreonte) che, all'interno del tiaso, le ragazze consumassero rapporti iniziatici di natura sessuale con le insegnanti; da ciò, il termine "lesbica".
I principali centri dell'isola furono Mitilene, Metimna (Mithymna), Ereso, Pirra e Arisba.
Durante il Medioevo l'isola appartenne all'Impero bizantino. Nell'803 l'imperatrice Irene d'Atene, prima donna ad aver governato da sola l'Impero bizantino, vi fu esiliata e, per sopravvivere e potersi mantenere, dovette adattarsi a filare la lana. Morì nell'isola, ma fu sepolta, quale imperatrice che era, nella chiesa dei Santi Apostoli a Costantinopoli.
Dopo l'aggressione veneziana durante la Quarta crociata (1202-1204), l'isola passò a far parte del neocostituito Impero latino, ma fu riconquistata dai Bizantini nel 1247. Nel 1355 essa fu assegnata alla famiglia genovese Gattilusi per ragioni economiche e politiche. L'isola fu conquistata dall'Impero ottomano nel 1462 e cambiò il suo nome in Midilli, fino al 1912, quando fu presa dalle forze greche nel corso della prima guerra balcanica.
Negli anni settanta del XV secolo nell'isola nacquero i quattro fratelli Ishak, Oruç/Aruj, Hızır e Ilyas, figli di Yakup Ağa, un Tımarlı Sipahi, cioè un cavaliere feudale ottomano, che nel 1462 aveva partecipato alla conquista di Lesbo per conto del Sultano Mehmed II, sottraendola alla Repubblica di Genova. I quattro fratelli si dedicarono tutti alla pirateria in danno dei paesi cristiani, prima nell'Egeo e poi in tutto il Mediterraneo; in particolare, divennero famosi corsari e ammiragli ottomani Aruj Barbarossa, che fu Bey e governatore di Algeri e Beylerbey (Governatore capo) del Mediterraneo occidentale, e suo fratello minore Hızır, più noto come Khayr al-Din Barbarossa, che gli successe come Bey di Algeri e di Tlemcen, nonché comandante della flotta ottomana.
Le città di Mitilene e Metimna furono diocesi fin dal V secolo.

## Geografia fisica

### Clima
Il clima di Lesbo è di tipo mediterraneo, caratterizzato da inverni miti e da una temperatura media annuale di 18 °C. Le piogge sono poco abbondanti (in media 750 mm all'anno) e le abbondanti ore di sole ne fanno una delle isole più soleggiate del Mar Egeo.

## Morfologia
L'isola si trova nel Mar Egeo, a poca distanza dalla piattaforma anatolica.
Ha una forma all'incirca triangolare, con la punta rivolta a nordest. In questo triangolo spiccano due profondissimi golfi, entrambi con apertura a sud, che costituiscono due eccezionali porti naturali.
L'interno è prevalentemente collinare e culmina con il monte Olimpo (968 m), da non confondere con il più celebre e ben più alto omonimo nella Grecia continentale e altri omonimi sparsi in tutta l'area (Cipro, Turchia ecc.).

## Amministrazione
A seguito della riforma amministrativa detta piano Kallikratis in vigore dal gennaio 2011 il comune di Lesbo comprende tutti gli ex comuni nell'isola che sono i seguenti:
- Agia Paraskevi (Αγία Παρασκευή)
- Agiasos (Αγιάσος)
- Gera (Γέρα)
- Eresos-Antissa (Ερεσός-Άντισσα)
- Evergetoulas (Ευεργέτουλας)
- Kalloni (Καλλονή)
- Loutropoli Thermis (Λουτρόπολη Θερμής)
- Mantamados (Μανταμάδος)
- Metimna (Mithymna, Μήθυμνα)
- Mitilene (Μυτιλήνη)
- Petra (Πέτρα)
- Plomari (Πλωμάρι)
- Polichnitos (Πολίχνιτος)